# Teodato Ipato
Teodato Ipato (latin Theodatus Ursus) var den fjärde dogen av Venedig. Han regerade 742-755 och var son till Orso Ipato. Han flyttade Venedigs huvudstad från Eraclea till Malamocco.
År 751 föll det bysantinska exarkatet Ravenna till langobarderna och Venedig blev då det sista bysantinska fästet i norra Italien. Samma år avsatte frankerna sin siste merovingiske monark, Childerik III, och valde den karolingiske Pippin den lille, en svuren vän av påven och fiende till langobarderna. Då blev Venedig i princip en självständig stat. Teodato fick dock inte styra den länge. År 755 avsattes han av Galla Gaulo.